# Hohenstein (Witten)

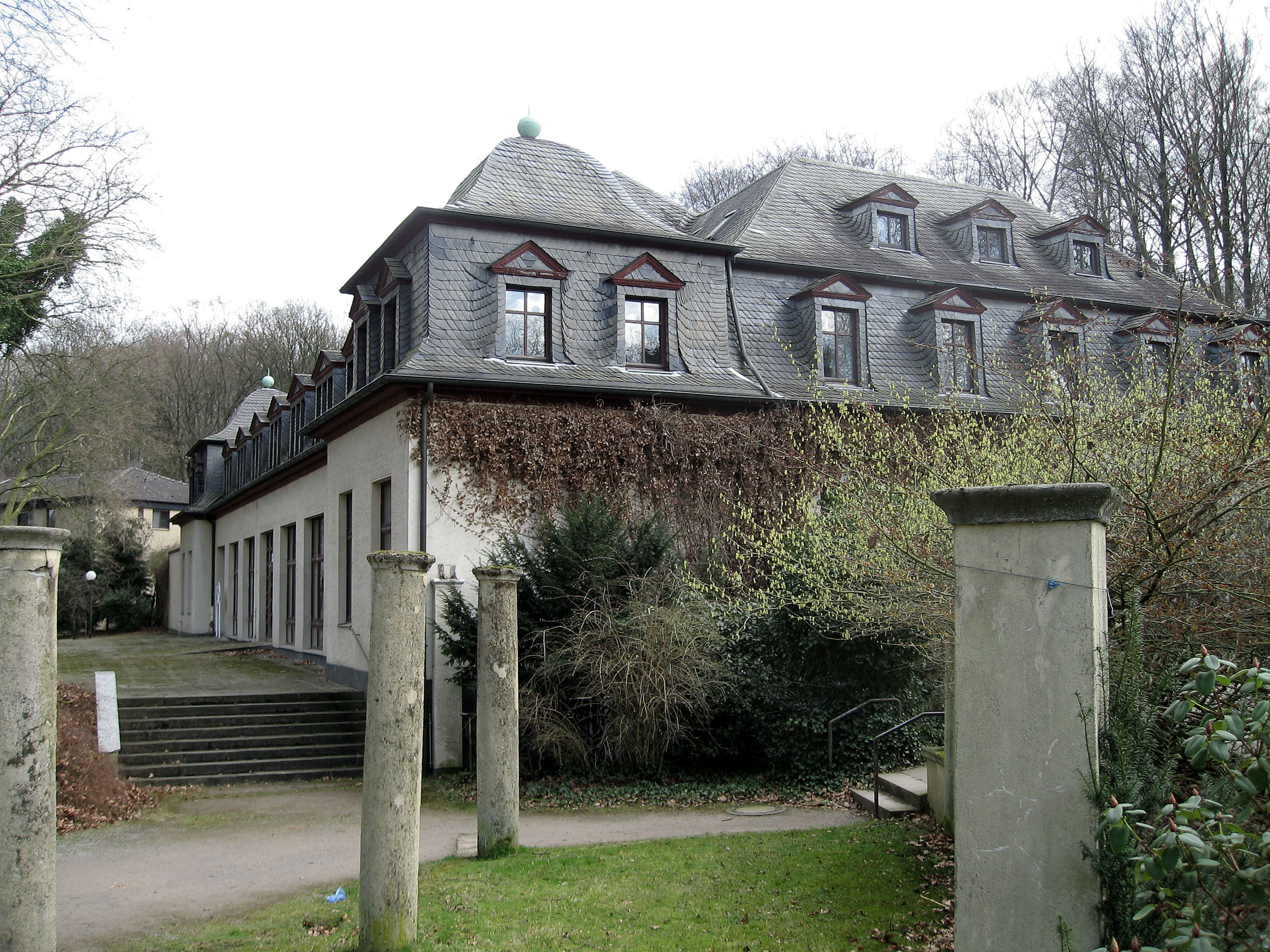
Ausflugslokal Haus Hohenstein

Der Hohenstein ist eine Anhöhe mit einer Höhe von 165,7 m in Witten. Stadtwald und Parkanlage sind Teil des Grüngürtels südöstlich der Wittener Innenstadt. Auf ihm befindet sich das Berger-Denkmal an einer mehr als 100 m hohen schroffen Felswand zur Ruhr hin. 

## Bedeutung

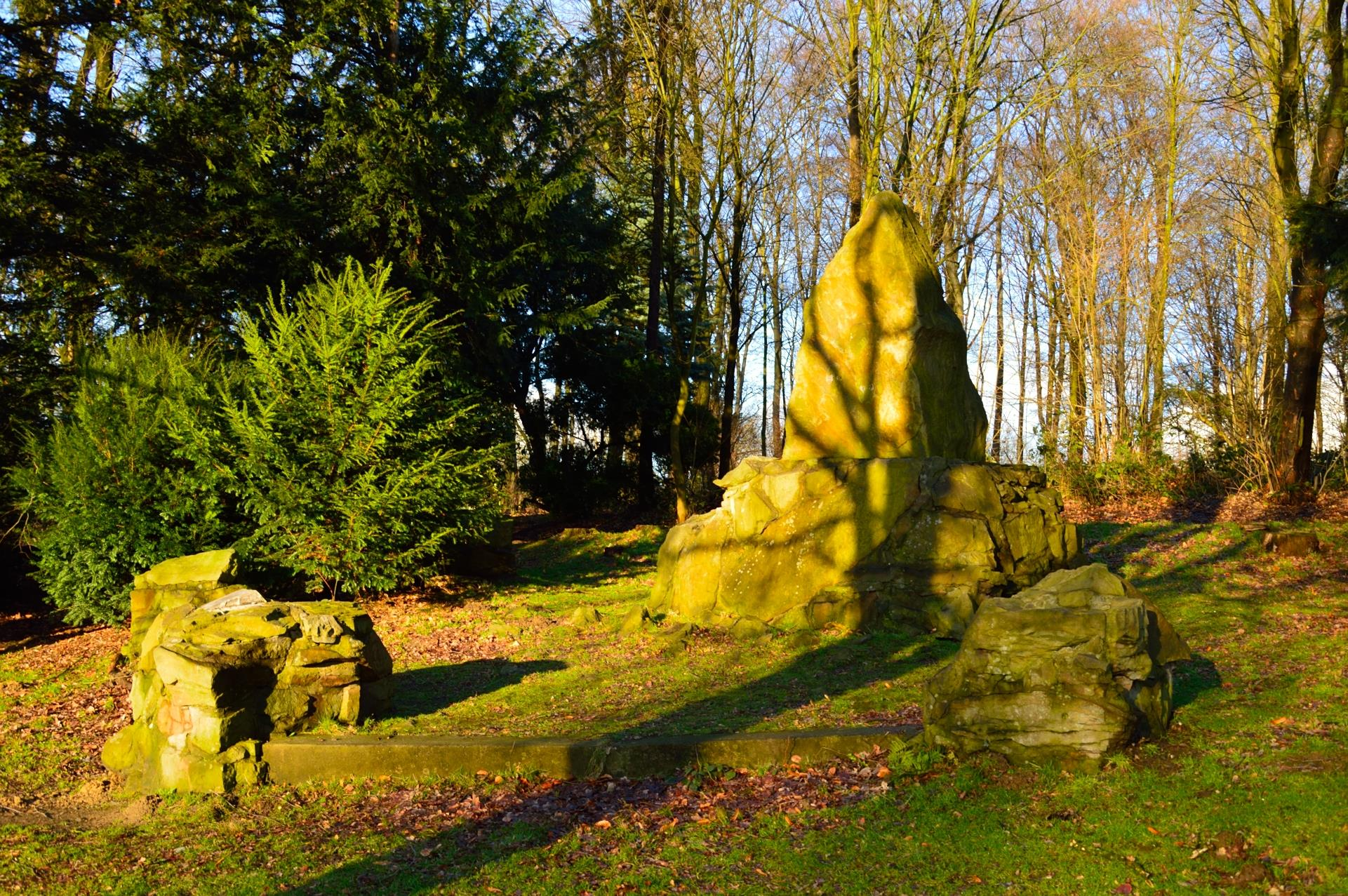
Republikanerdenkmal 2013; die Bronzereliefs von Friedrich Ebert, Matthias Erzberger und Walther Rathenau sind geplündert

Der Hohenstein ist ein beliebtes Naherholungsgebiet für alle Altersschichten. Auf dem Berg befinden sich eine Gastronomie, eine Parkplatz und verschiedene Denkmale rund um eine Parkanlage.
Die großzügigen Freiflächen lassen Raum für alle Art von Aktivitäten. Hinzu kommen einige einfache Freizeiteinrichtungen wie Wasserspielplatz und Tischtennisplatten. In unmittelbarer Nachbarschaft liegen einige Wildfreigehege sowie ein Lehrbienenzentrum. Gelegentliche Freiluftkonzerte und andere Veranstaltungen runden das Angebot ab.
Am Fuße des Hohenstein liegt der ehemalige Hammerteich einer frühindustriellen Schmiede. Er wird vom Borbach gespeist. Heute ist er Teil des Erholungsgebietes und dient den örtlichen Schiffsmodellbauern als Fahrgewässer. In der Nähe der Staumauer liegt ein kleiner Kinderspielplatz und eine öffentliche Minigolfanlage. An der Ruhr selbst befindet sich ein Stauwehr und das Wasserkraftwerk Hohenstein.

## Geschichte

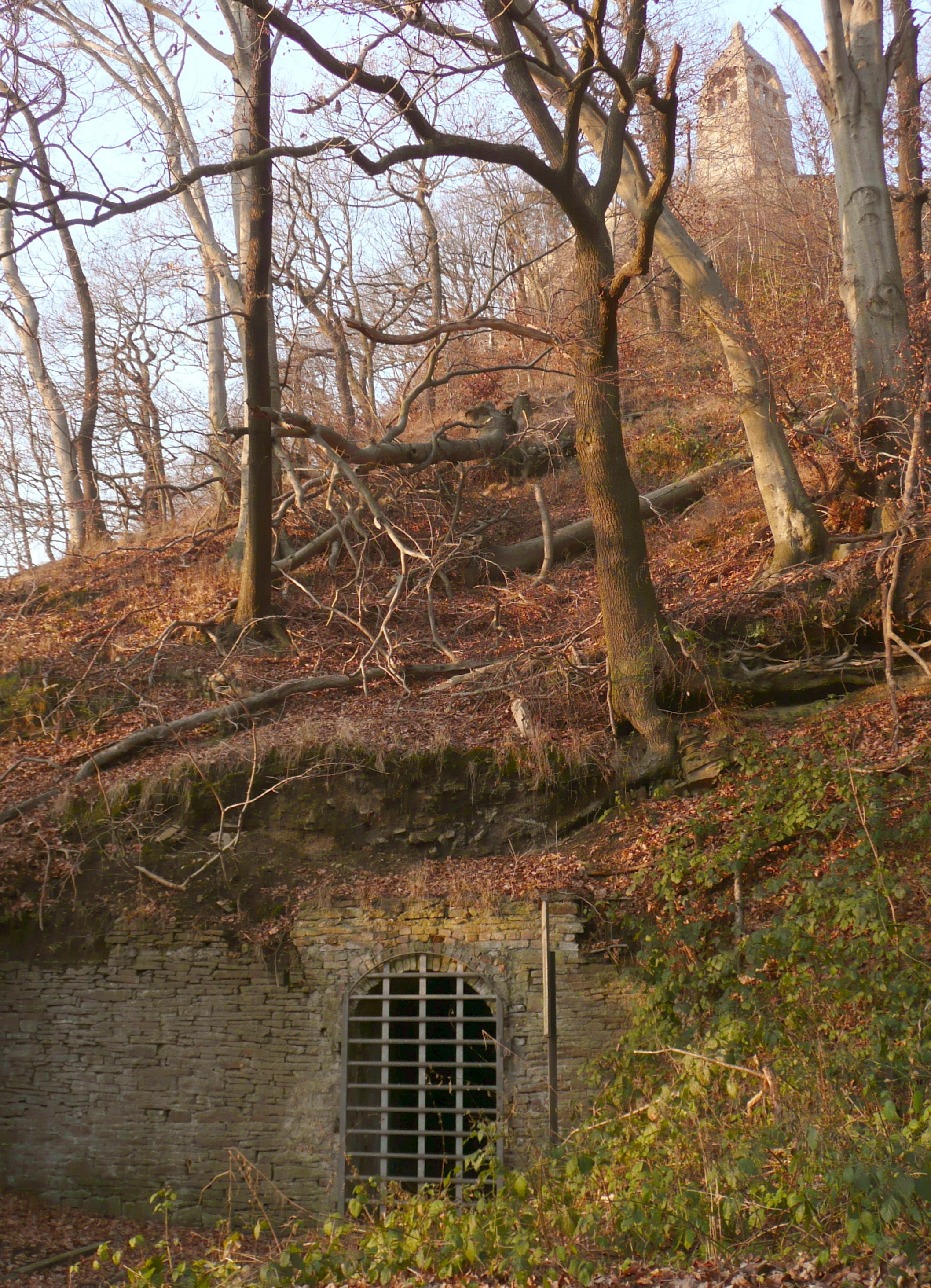
Früher Kohlebergbau am Hohenstein

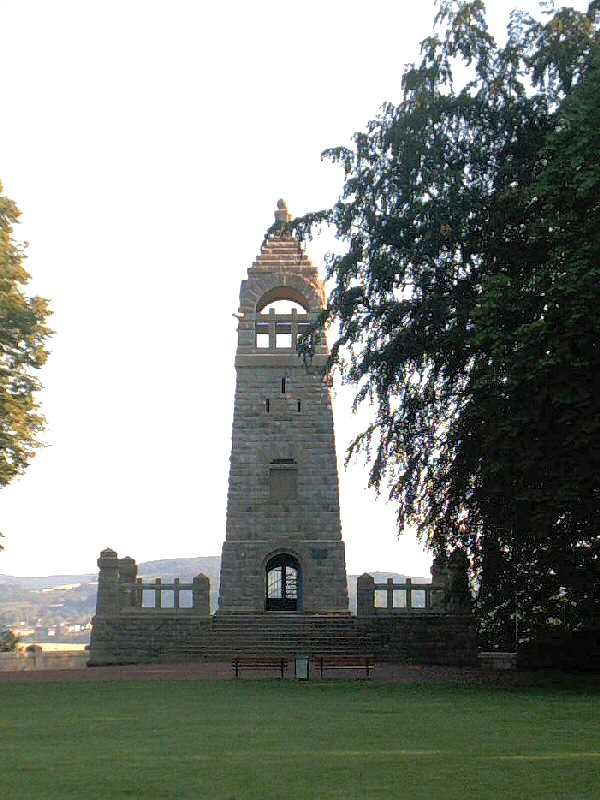
Bergerdenkmal

Obwohl nahe der Ruhr gelegen, spielte der Bezirk in früheren Zeiten keine große Rolle im Leben Wittens. Für die Landwirtschaft eignete sich der felsige Hügel nicht, deshalb wurde der Bereich früher ausschließlich zur Holzgewinnung genutzt. Ende des 18. Jahrhunderts siedelten sich im Bereich des Hohensteins Köhler an, die nach und nach Schneisen in den Wald schlugen, um Holz zu gewinnen. Aufgeforstet wurden diese Schneisen nicht und innerhalb weniger Jahre war der Wald fast vollständig abgeholzt. Natürlich strichen auch hier Eisenerz- und Kohlenflöze aus und wurden im Mittelalter von der Oberfläche aus abgebaut.
Seine Lage etwas abseits der Stadt Witten, mit einer dennoch schon seinerzeit guten Anbindung an den Zugverkehr, ließ die Regierung der Provinz Westfalen auf dieses Gebiet aufmerksam werden. 1891 stellte die Regierung den Plan auf, auf dem Hohenstein eine große psychiatrische Klinik zu errichten. Der Magistrat der Stadt Witten war gegen diesen Plan und kam ihm dadurch zuvor, dass er das Gebiet kurzerhand mit der Begründung käuflich erwarb, einen Volksgarten anlegen zu wollen. Einen solchen gab es in der Stadt noch nicht. Der Wald wurde wieder aufgeforstet, gleichzeitig wurden große Wiesen angelegt. 1902 wurde auf dem Hohenstein das Berger-Denkmal errichtet.
In den Jahren 1913 bis 1914 wurde das Restaurant Parkhaus Hohenstein im wilhelminischen Stil gebaut. Dieses ortsprägende Gebäude wurde 1994 zu einem Seminarzentrum mit Fördermitteln umgebaut und als solches zehn Jahre betrieben. Nachdem 2004 der Seminarbetrieb eingestellt worden war, war aufgrund der Förderrichtlinien keine anderweitige Nutzung zulässig. Anfang 2009 wurde das Gebäude nebst nebenstehendem Gästehaus von der Stadt Witten an Privatleute verkauft, seit Mai 2009 ist die Gastronomie wieder eröffnet. Im Gästehaus wurde in der unteren Etage nach viermonatiger Umbauzeit im August 2009 Wittens erster naturnaher Kindergarten eröffnet und in den oberen beiden Etagen 22 Gästezimmer in Betrieb genommen.

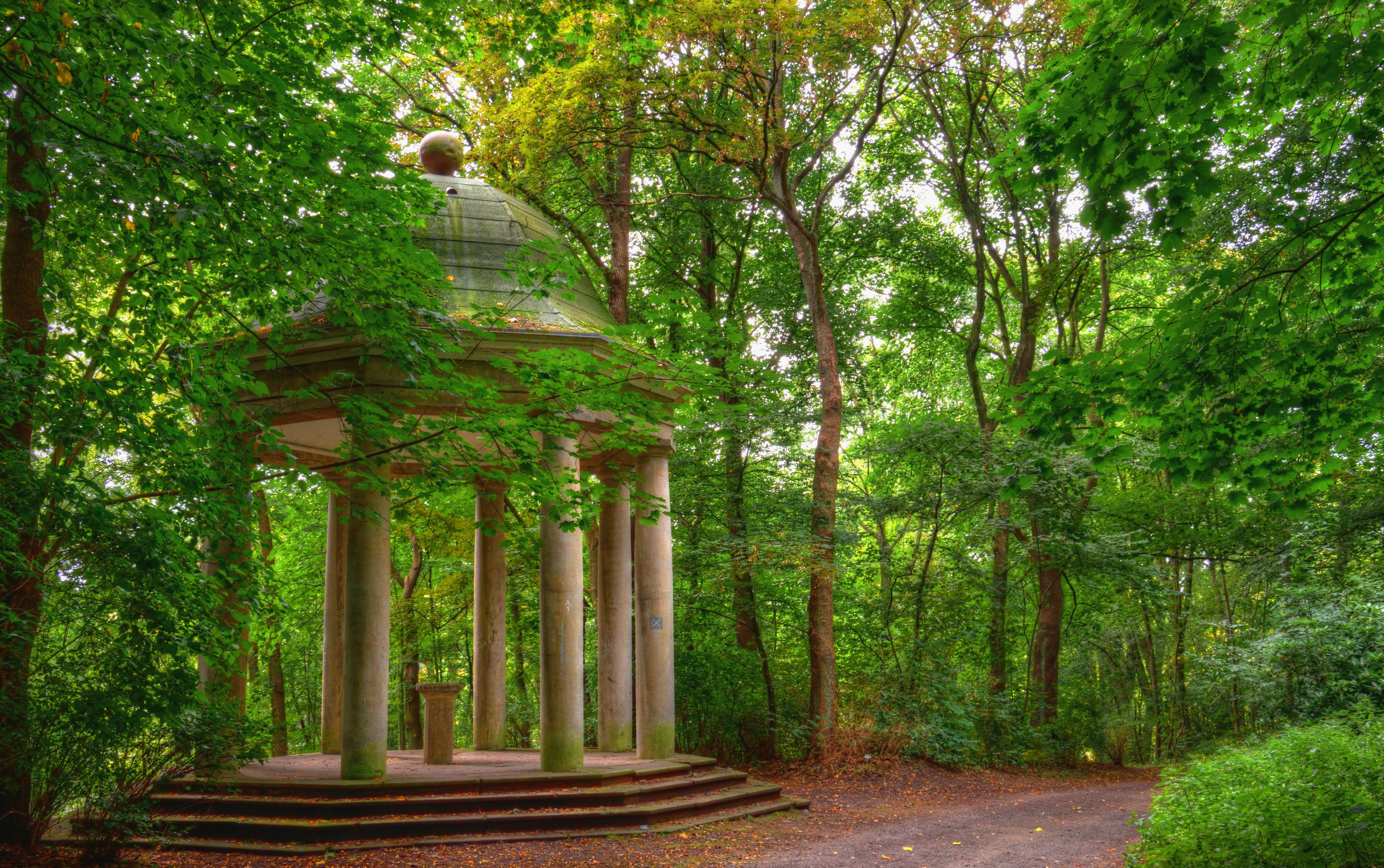
Haarmannstempel, 2014

Der im Volksmund Haarmannstempel genannten Steinpavillon wurde 1916 zu Ehren des ehemaligen Wittener Bürgermeisters Gustav Haarmann von dessen Bruder errichtet. Er hat die Form eines Oktogons mit  toskanischen Säulen unter barockisierendem Schweifdach.
Das Republikanerdenkmal zu Ehren der Politiker Friedrich Ebert (SPD), Matthias Erzberger (Zentrum) und Walther Rathenau (DDP) in der Nähe wurde 1926 vor 30.000 Teilnehmern enthüllt. Während der Zeit des Nationalsozialismus wurde das Denkmal schwer beschädigt. Ursprüngliche Pläne sahen vor, dieses Denkmal in einer Arbeitersiedlung am Rande der Innenstadt zu errichten. Über die Gründe, warum es dann auf dem damals überregional bedeutenden Ausflugsziel am Hohenstein errichtet wurde, ist nichts bekannt. Nach zwei Restaurierungen im Jahr 1985 und 2006 ist es nun wieder für die Öffentlichkeit zugänglich.
Auf Initiative von Konrad Maria Krug wurde 1926 auf dem Hohenstein ein Naturtheater errichtet. Die notwendige Fläche wurde in den Hohenstein hineingerodet und es entstanden neben der Bühnenfläche eine Tribüne mit 6000 Sitzplätzen sowie eine Zuwegung. 1926 bis 1932 wurden dort die Landesheimatspiele der Provinz Westfalen Witten-Hohenstein aufgeführt und der Hohenstein so zur größten Freilichtbühne Deutschlands.

## Statistischer Bezirk
Hohenstein ist auch der Name eines Statistischen Bezirks des Stadtteils Witten-Mitte. Der statistische Bezirk hatte am 31. Dezember 2018 insgesamt 1353 Einwohner.